# Viby, Själland
Viby är en ort på Själland i Danmark.   Den ligger i Roskilde kommun och Region Själland, i den östra delen av landet, 40 km väster om Köpenhamn. Viby ligger 41 meter över havet och antalet invånare är 4 659. Närmaste större samhälle är Roskilde, 11 km norr om Viby. Trakten runt Viby består till största delen av jordbruksmark.
Orten har en järnvägsstation, Viby Sjælland, på Vestbanen / Sydbanen mellan Köpenhamn och Ringsted.